# Anderlechtse Vierendeelbrug
De Anderlechtse Vierendeelbrug (Frans: Pont Vierendeel d'Anderlecht) zijn twee vierendeelbruggen in staal over het Kanaal Charleroi-Brussel in de Brusselse gemeente Anderlecht. Over elk van de twee bruggen loopt een spoor van spoorlijn 28. De brug bevindt zich vlak ten noordwesten van de Kuregembrug voor wegvervoer.
De 38,7 lange brug werd gebouwd in 1931. De brug heeft een doorvaarthoogte van 5,5 m.